# Alex Connor
Alexandra Connor (...) è una scrittrice britannica.

## Biografia
Oltre che scrittrice, è un'artista e vive a Brighton.
Ha vinto il Premio Roma per la narrativa straniera con Il dipinto maledetto.

## Opere

### Romanzi
- Il segreto di Rembrandt (The Rembrandt Secret, o The Other Rembrandt, 2011), traduzione di Teresa Albanese, Mondadori, 2011, ISBN 978-88-04612247
- The Hogarth Conspiracy, o Legacy of Blood, 2011
- Goya Enigma (The Memory of Bones, o The Goya Enigma, 2012), traduzione di Tessa Bernardi, Newton Compton Editori, 2019
- Il dipinto maledetto (Isle of the Dead, 2013), traduzione di Tessa Bernardi, Newton Compton Editori, 2017. ISBN 978-88-227-0109-1
- The Bosch Deception, 2014
- Tempesta maledetta (Giorgione, 2020), Newton Compton Editori, traduzione di Anna Vivaldi, 2020, ISBN 978-88-227-4596-5

Serie di Caravaggio
1. Cospirazione Caravaggio (The Caravaggio Conspiracy, 2014), Newton Compton Editori, traduzione di Marta Lanfranco, 2016, ISBN 978-88-227-0022-3
2. Caravaggio Enigma (Caravaggio. Without Hope or Fear, 2017), Newton Compton Editori, traduzione di Tessa Bernardi, 2017, ISBN 978-88-227-1339-1
3. Maledizione Caravaggio (Caravaggio. Volume Two, 2018), Newton Compton Editori, Roma, traduzione di Tessa Bernardi, giugno 2018, ISBN 978-88-227-1999-7
4. Eredità Caravaggio (Artemisia, 2019), Newton Compton Editori, traduzione di Tessa Bernardi, 2019, ISBN 978-88-227-2618-6

I Lupi di Venezia
1. I Lupi di Venezia (The Wolves of Venice, 2019), Newton Compton Editori, traduzione di Tessa Bernardi, 2019, ISBN 978-88-227-3587-4
2. I Cospiratori di Venezia (The Wolves of Venice, book two, 2020), Newton Compton Editori, traduzione di Tessa Bernardi, 2020, ISBN 978-88-227-4296-4
3. Venezia enigma (The Wolves of Venice, book three, 2020), Newton Compton Editori, traduzione di Tessa Bernardi, 2021, ISBN 978-88-227-4930-7

I tre libri sono poi raccolti in un unico volume in formato fisico a gennaio 2023 con il titolo I lupi di Venezia Saga (ISBN 9788822763488).
La saga dei Borgia
1. Ascesa al potere (The Borgias. Bulls of Rome. Book One, 2021), Newton Compton Editori, traduzione di Tessa Bernardi, 2021, ISBN 978-88-227-5714-2
2. Un solo uomo al potere (The Borgias. Bulls of Rome. Book Two, 2022), Newton Compton Editori, traduzione di Alice Benassi, 2022, ISBN 978-88-227-5716-6
3. Fine di una dinastia (The Borgias. Bulls of Rome. Book Three, 2022), Newton Compton Editori, traduzione di Alice Benassi, 2022, ISBN 978-88-227-5718-0

Vizi Capitali Saga
1. I segreti dell'amante del papa (Age of Darkness, 2023), Newton Compton Editori, traduzione di Tessa Bernardi, 2023, ISBN 978-88-227-7186-5

### Racconti
- Unearthing the Bones, 2012, prequel di Goya Enigma
- Blood on the Water, 2013, prequel de Il dipinto maledetto
- The Forger, the Killer, the Painter and the Whore, 2013, prequel di Cospirazione Caravaggio
- The Garden of Unearthly Delight, 2014, prequel di The Bosch Deception